# Städelschule
La Staatliche Hochschule für Bildende Künste – Städelschule es una escuela de arte en Fráncfort del Meno. Acepta alrededor de 20 estudiantes cada año de alrededor de 1000 solicitantes y tiene un total de aproximadamente 150 estudiantes de artes visuales. Alrededor del 75% de los estudiantes no son de Alemania y los cursos se imparten en inglés.

## Historia hasta 1945
El banquero y comerciante Johann Friedrich Städel estipuló en su testamento que sus bienes, incluida una colección de arte, deberían transferirse a una fundación en caso de su muerte:

Mi colección de pinturas, dibujos a mano, grabados en cobre y objetos de arte […] pretende ser la base de un Instituto de Arte Städel, que por la presente fundaré en beneficio de la ciudad y los ciudadanos locales. […] Al mismo tiempo, decreto que los niños […] que quieran dedicarse a las artes y a las profesiones de la construcción reciban el apoyo necesario […] para convertirse en ciudadanos y artistas útiles y útiles de este instituto de arte mío.

En 1817, un año después de la muerte de Johann Friedrich Städel, la fundación comenzó a funcionar como Instituto de arte Städel, que incluiría una escuela de arte y una galería como colección de exposiciones. Otorgó becas, organizó clases de dibujo elemental y arquitectónico y puso a disposición del público la colección de Johann Friedrich Städel.
En 1829 se organizaron las clases de pintura y escultura. Esto fue precedido por una disputa legal de años con los familiares de Johann Friedrich Städel en Estrasburgo, que terminó con un acuerdo. En 1830, el nazareno Philipp Veit, que había trabajado anteriormente en Roma, fue llamado a Fráncfort. Ese mismo año, la administración de la fundación decidió que “el departamento de arte del Instituto de Arte Städel […] debería dividirse en dos departamentos principales…”, “ … a saber, la colección de arte y el instituto de enseñanza”.  Veit se convirtió en director de la colección de arte y al mismo tiempo profesor de pintura histórica en la escuela. En 1850, Eduard Jakob von Steinle le sucedió como director de la clase.
Inicialmente, el instituto utilizó un edificio en la Neue Mainzer Straße, que albergaba tanto un museo como una escuela de arte. En 1878, el instituto se trasladó a Sachsenhausen, a una nueva galería con la Städelschule adjunta. La escuela fue dirigida por Eugen Klimsch desde 1895 y luego por Wilhelm Trübner.
Durante la época del Nuevo Fráncfort, en la década de 1920, el Instituto de Arte Städel se fusionó con la Escuela de Artes Aplicadas de Fráncfort, fundada en 1878, y a partir de entonces abarcó las áreas de pintura, arquitectura y diseño. La fusión fue realizada por el rector Fritz Wichert y el profesor de pintura Albert Windisch. En ese momento, el instituto reunía movimientos tanto conservadores como progresistas. En 1933, como resultado de la “limpieza” política de los nacionalsocialistas, Willi Baumeister tuvo que dejar su cátedra de arte comercial, tipografía e impresión textil. Albert Windisch se hizo cargo de los cursos y estudiantes de Baumeister. Johann Vincenz Cissarz, jubilado en 1933, también continuó enseñando por falta de personal. La escuela recibió contratos gubernamentales, incluido el diseño artístico de la Villa Olímpica de Berlín para los Juegos Olímpicos de 1936. Hugo Bäppler, Albert Windisch y Franz Karl Delavilla lideraron la ejecución de este proyecto.
Max Beckmann enseñó en la Städelschule durante la República de Weimar, pero fue clasificado como "artista degenerado" y despedido de su cargo bajo el régimen nazi. Su obra se mostró en la Exposición de Arte degenerado de 1937.

## Actualidad

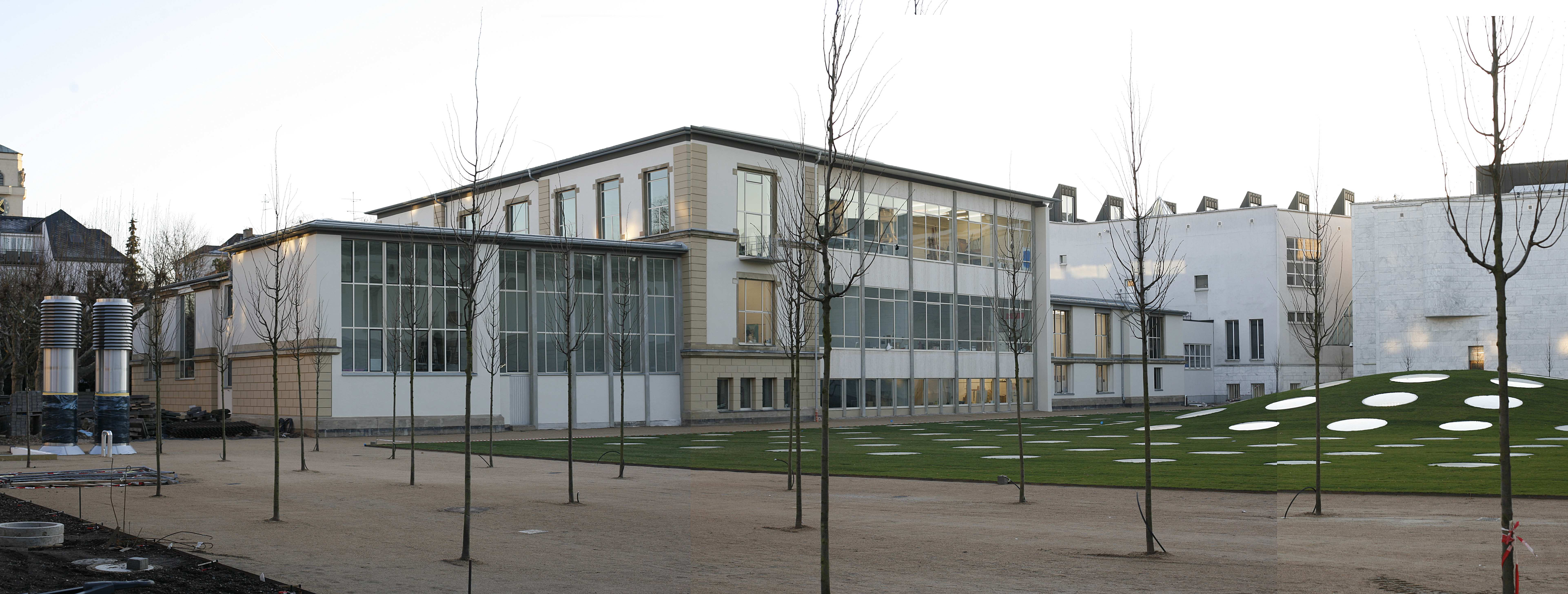
Städelschule, edificio principal

A partir del instituto se desarrollaron dos instituciones que funcionan de forma independiente con museo y escuela. Hoy la escuela está ubicada en la Dürerstrasse 10, en el lado sur del recinto del museo. Los talleres y estudios también se encuentran en Daimlerstraße en el Osthafen (puerto este) de Fráncfort e inmediatamente al sur de la universidad en la Gartenstrasse.

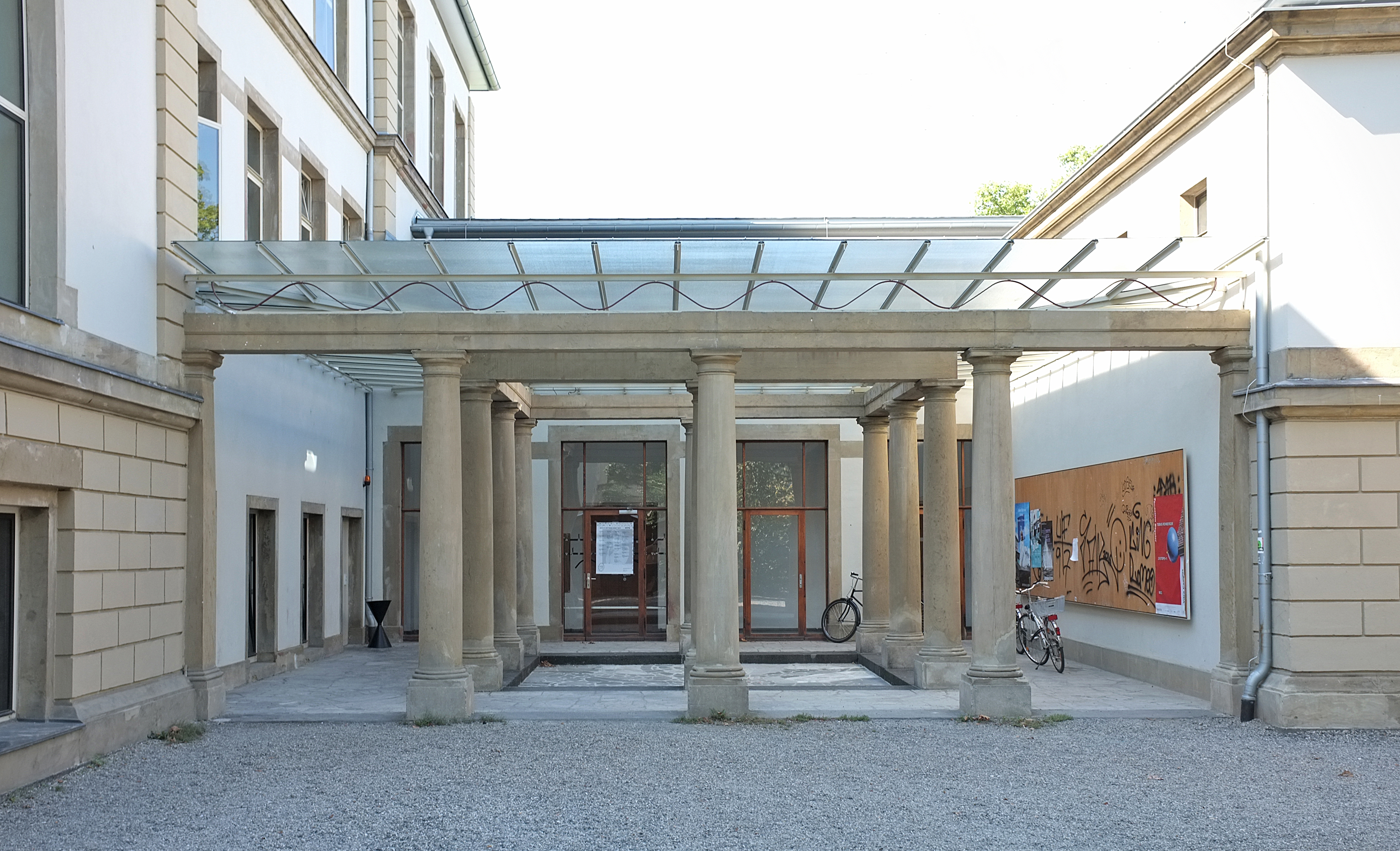
Städelschule, entrada principal por Dürerstrasse

En 1987, el entonces rector Kasper König fundó la sala de exposiciones Portikus como parte de la Städelschule. Inicialmente estuvo ubicada en el pórtico del mismo nombre de la Biblioteca de la Ciudad Vieja, que fue destruida durante la guerra, y luego, de 2002 a 2006, en la Casa de los Lienzos en el Weckmarkt. En 2006 se inauguró un nuevo edificio en la una isla del río Meno al oeste del Puente Viejo.
De 1989 a 1994 existió en la Städelschule el Instituto de Nuevos Medios (INM), dirigido por Peter Weibel. Allí abordaron el arte experimental y examinaron las tecnologías de vídeo, audio, informática y gráfica para determinar su utilidad en el campo artístico.
En 2000, Daniel Birnbaum se convirtió en director de la Städelschule. Birnbaum dejó su cargo el 30 de septiembre de 2010. El arquitecto, curador y teórico del arte Nikolaus Hirsch fue elegido como su sucesor por la convención.  En 2014 le siguió el historiador del arte Philippe Pirotte. En 2020, tras el período de Pirotte, la comisaria Yasmil Raymond tomó el relevo en la dirección del centro educativo, siendo la primera mujer en el cargo en los 200 años de historia de Städelschule. Raymond dejó el puesto en 2024 y la comisaria e historiadora de arte Barbara Clausen comienza su cargo en octubre de 2024.
Como se anunció en marzo de 2016, a partir de 2016 el estado federado de Hesse contribuye a los costes de funcionamiento de la universidad con una subvención cada vez mayor.

## Programa
La Städelschule goza de buena reputación en todo el mundo. Junto con el Bard College (NY), es la única academia de arte incluida en el ranking “Power 100” publicado por la revista de arte ArtReview.  Además de estudiar bellas artes, también se ofrece la maestría en Estudios Curatoriales.

## Profesores (selección)
| - Peter Angermann (1996-2002) - Willi Baumeister (1928-1933) - Monika Baer (1999 y 2013-2015) - Thomas Bayrle (1975-2004) - Max Beckmann (1925-1931) - Daniel Birnbaum (desde 2000, rector 2000-2010) - Ben van Berkel (2001-2016) - Günter Bock (1972-1983) - Karl Bohrmann (1972-1980) - Albert Burkart (1949-1963) - Gerard Byrne (desde 2021) - Peter Cook (1984-2003) - Michael Croissant (1966-1990) - Franz Karl Delavilla (1931-1950) - Christian Dell (1926-1931) - Willem de Rooij (desde 2006) - Félix Droese (1986) - Ayse Erkmen (2001-2006) - Paul Eliasberg (1966-1970) - Peter Fischli (desde 2013) - Isa Genzken (1992) - Ludger Gerdes (1990-1992) | - Johann Georg Geyger (1965-1986) - Dan Graham (1993-1994) - Isabelle Graw (desde 2001) - Federico Cristóbal Hausmann (1892-1905) - Wilhelm Heise (1943-1953) - Georg Herold (1992-1999) - Judith Hopf (desde 2008) - Jörg Immendorff (1990-1996) - Raimer Jochims (Rector 1971-1985) - Hassan Khan (desde 2019) - Martín Kippenberger (1991-1992) - Por Kirkeby (1988-2003) - Kasper König (1988-2000, rector 1989-2000) - Hassan Khan (desde 2018) - Johannes Krahn (1954-1970) - Michael Krebber (2004-2016) - Dieter Krieg (1971-1978) - Christian Kruck (1953-1985) - Peter Kubelka (1978–2000, rector 1985–1988) - Mark Leckey (2004-2010) | - Georg Meistermann (1954) - Hans Mettel (1947–1966, rector 1950–1956) - Enric Miralles (1990-2000) - Christa Naher (1987-2014) - Hermann Nitsch (1989-2003) - Philippe Pirotte (desde 2014) - Tobías Rehberger (desde 2001) - Gerhard Richter (1988-1989) - Ulrich Rückriem (1988-2002) - Willi Schmidt (1952-1982) - Johannes Schreiter (1963-1987) - Mónica Schwitte (1999-2004) - Amy Sillman (2015-2019) - Simón Starling (2003-2013) - Wolfgang Tillmans (2003-2013) - Marta Rosler (2005-2009) - Peter Weibel (1989-1994, director del Instituto de Nuevos Medios) - Franz West (1992-1994) - Mark Wigley (2006, 2009, 2012) - Albert Windisch (c. 1925-1955) - Haegue Yang (desde 2017) - Heimo Zobernig (1999-2000) |

## Graduados (selección)
| - August Weber (1817-1873), pintor - Johannes Deiker (1822-1895), pintor - Paul Weber (1823-1916), pintor, estudió entre 1842 y 1844 - Friedrich Schierholz (1840-1894), escultor - Johann Georg Mohr (1864-1943), pintor - Melchor Kern (1872-1947), pintor - Alfred Oppenheim (1873-1953), pintor - Karl Friedrich Lippmann (1883-1957), pintor - William Ohly (1883-1955), escultor - Paul Kratz (1884-1958), escultor - Heinrich Will (1895-1943), pintor (estudió entre 1920 y 1925) - Friedrich Ludwig (1895-1970), pintor - Hans Erwin Steinbach (1896-1971), pintor - Elisabeth Hase (1905-1991), fotógrafa (estudió entre 1924 y 1929) - Hertha Nehve (1905–?) , acuarelista (estudió entre 1928 y 1931) - Marta Hoepffner (1912-2000), fotógrafa (estudió entre 1929 y 1933) - Hermann Krupp (1926-2019), pintor y galerista (estudió entre 1950 y 1956) - Walter Neuhäusser (1926-2021), arquitecto (graduado en 1954) - Göta Tellesch (1932-2013), pintora (estudió en 1954) - Franz Erhard Walther (* 1939), escultor y artista conceptual (estudió entre 1959 y 1961) - Edgar Diehl (* 1950), pintor (estudió entre 1972 y 1978) - Georg Hütter (* 1948), escultor (estudió entre 1973 y 1978) - Karl-Martin Hartmann (* 1948), vidriero, pintor y fotógrafo (estudió entre 1979 y 1985) - Doris Conrads (* 1949), pintora y fotógrafa (estudió entre 1973 y 1979) - Gerald Domenig (* 1953), artista (estudió entre 1974 y 1978) - Ottmar Hörl (* 1950), artista (estudió entre 1975 y 1979) - Volker Steinbacher (* 1957), pintor, artista gráfico y artista conceptual (estudió entre 1976 y 1982) - Ulrich Diekmann (* 1954), pintor y videoartista (estudió entre 1977 y 1983) | - Donald Baechler (1956-2022), artista (estudió entre 1978 y 1979) - Fides Becker (* 1962), pintor (estudió entre 1981 y 1985) - Kerstin Jeckel (* 1960), pintora (estudió entre 1983 y 1989) - Michael Kalmbach (* 1962), pintor y escultor (estudió entre 1983 y 1989) - Marko Lehanka (* 1961), escultor (estudió entre 1985 y 1990) - Schneider+Schumacher, arquitectos (estudios 1986-1988) - Tobias Rehberger (* 1966), escultor (estudió entre 1987 y 1993) - Helga Fanderl (* 1947), cineasta (estudió de 1987 a 1992) - Tamara Grcic (* 1964), artista de fotografía y vídeo (estudió entre 1988 y 1993) - Bernd Mey (* 1961), arquitecto (estudió entre 1989 y 1991) - Martin Liebscher (* 1964), fotógrafo y fotógrafo (estudió entre 1990 y 1995) - Thomas Draschan (* 1967), videoartista (estudió entre 1992 y 1998) - Thomas Zipp (* 1966), pintor y escultor (estudió entre 1992 y 1998) - Florian Waldvogel (* 1969), curador (estudios y asistente del rector de 1993 a 1998) - Haegue Yang (* 1971), artista de instalación (estudió entre 1994 y 1999) - Sergei Jensen (* 1973), pintor y artista de instalaciones (estudió entre 1996 y 2002) - Stefan Müller (* 1971), artista (estudió entre 1996 y 2001) - Michael Riedel (* 1972), artista conceptual (estudió entre 1996 y 2000) - Michael Beutler (* 1976), escultor y artista de instalaciones (estudió entre 1997 y 2003) - Nora Schultz (* 1975), artista de instalación (estudió entre 1998 y 2005) - Tomás Saraceno (* 1973), artista (estudió 2001-2003) - Anne Imhof (* 1978), artista de performance (estudió entre 2005 y 2012) - Simon Denny (* 1982), artista de instalación (estudió entre 2007 y 2009) - Yevgeniy Breyger (* 1989), poeta (estudió entre 2016 y 2018) |